# Voie communale en France

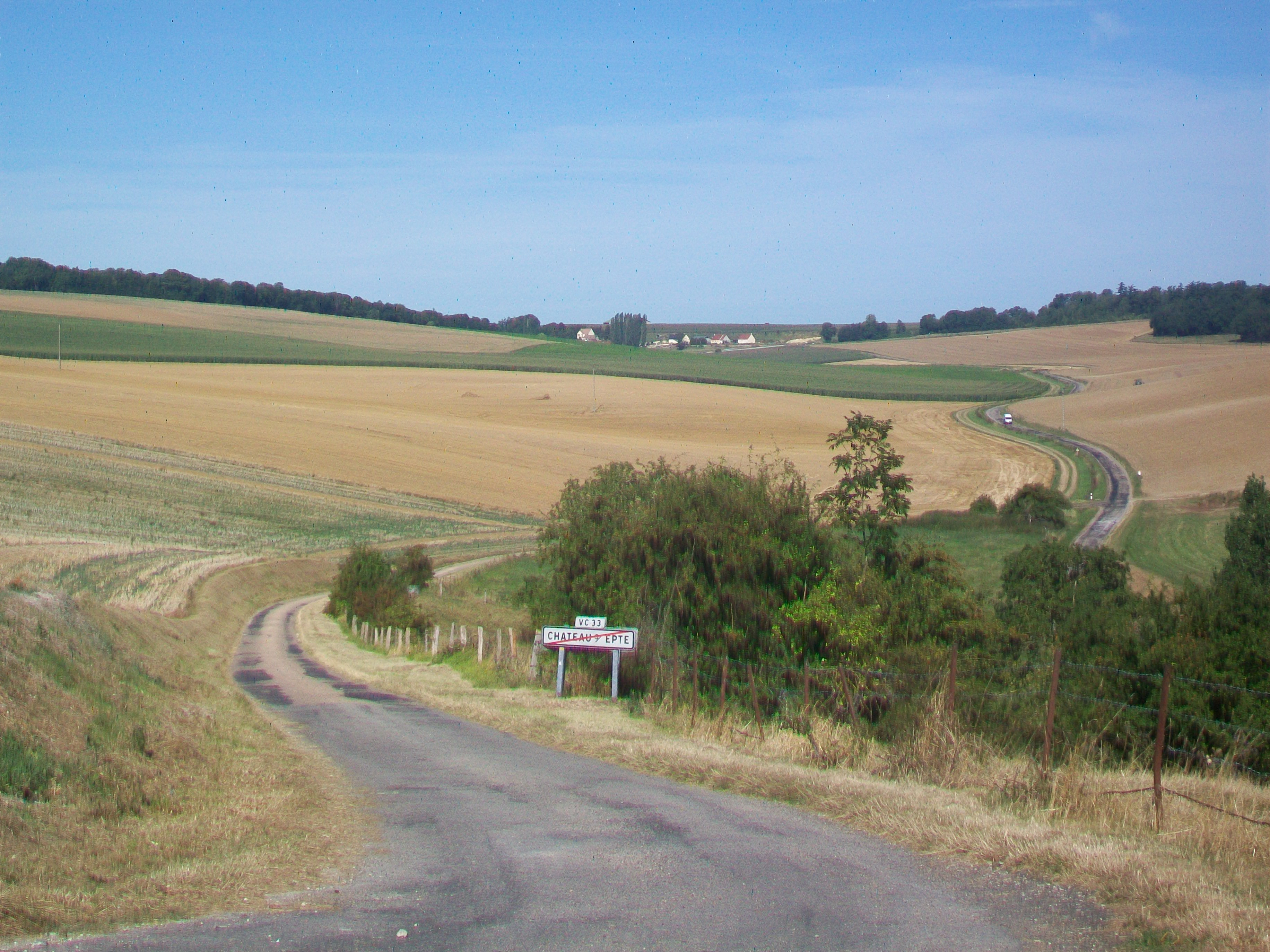
La voie communale de Château-sur-Epte (Eure).

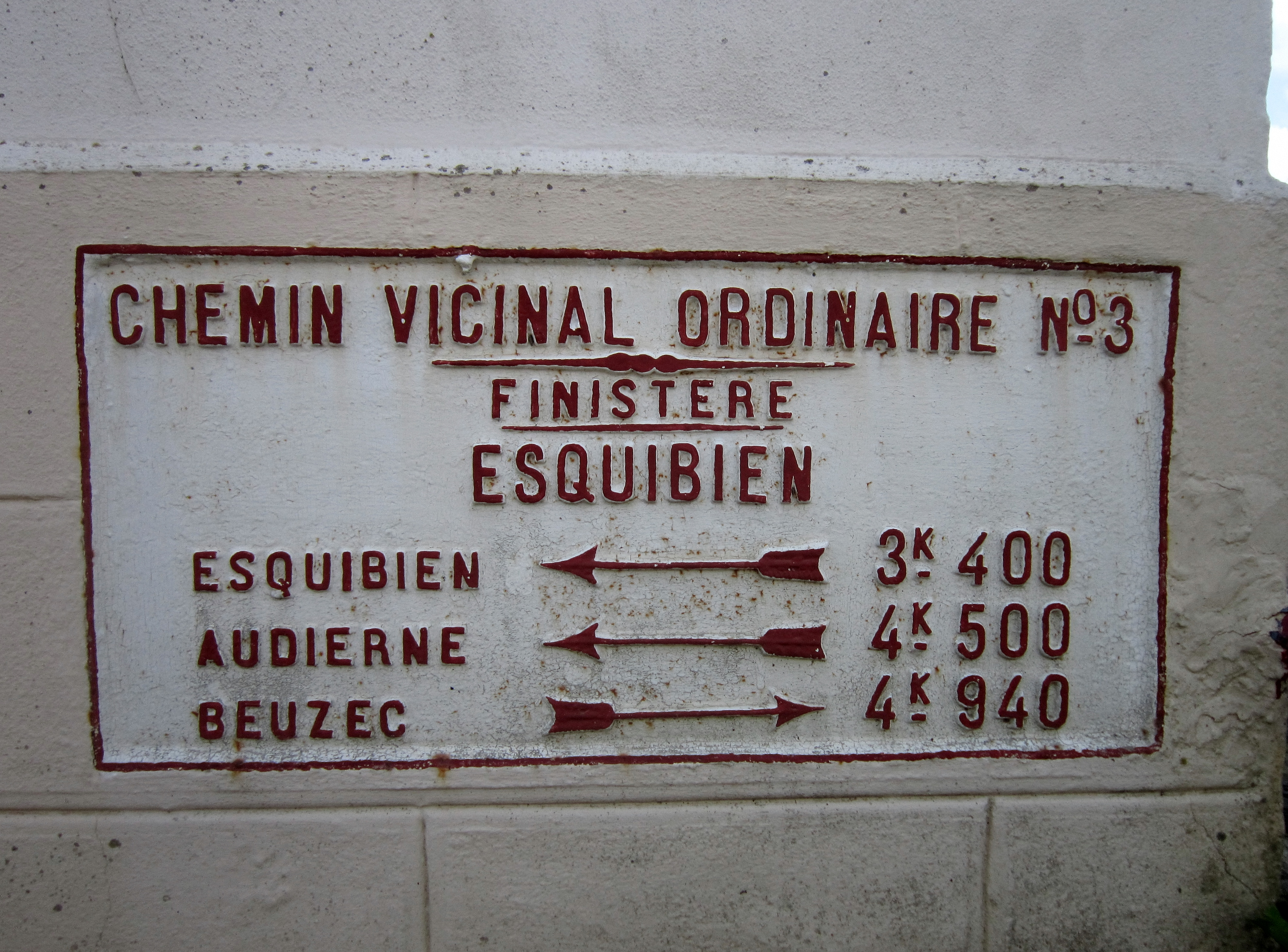
Esquibien : ancien panneau routier du "Chemin vicinal ordinaire" no 3 (au carrefour avec le "Chemin de grande communication" no 43).

Une voie communale est, en France, une voie non ferroviaire affectée aux besoins de la circulation terrestre faisant partie du domaine public d'une commune,, c'est-à-dire ne relevant ni du domaine public national ou départemental, ni du domaine privé de la commune. Cette catégorie de voies, remplaçant notamment les anciens chemins vicinaux, a été définie en 1959.
Les voies du domaine privé d'une commune ont le statut de chemins ruraux, qui doivent encore être distingués des voies situées dans des propriétés privées (chemins d'exploitation).

## Historique
La voirie communale a été définie par l'ordonnance du 7 janvier 1959, : il s'agit des voies qui, dans une commune donnée, n'ont ni le statut de route nationale ou départementale, ni celui de chemin rural.
La voierie communale remplace les anciens « chemins vicinaux », créés par une loi du 28 juillet 1824, ainsi que la « voierie urbaine ». 
Les chemins vicinaux, chemins nécessaires à la communication entre les communes, étaient classés selon les trois sous-catégories de « chemins vicinaux de grande communication », « chemins d'intérêt commun » et « chemins vicinaux ordinaires ». 
La « voirie urbaine » était constituée par les voies et places d'une commune situées dans une zone d'agglomération (Samuel Deliancourt, « Fasc. 66 : Contraventions de voirie routière », dans JurisClasseur Propriétés publiques -, LexisNexis, 1er septembre 2024).
Les voies communales, rues des villes ou routes de campagne, sont le plus souvent de gabarit modeste (deux voies, voire une seule). Mais ce n'est pas toujours le cas : le boulevard périphérique de Paris, notamment, a le statut de voie communale.